# Brug 875
Brug 875 is een bouwkundig kunstwerk in Amsterdam-Zuidoost.

## Eerste versie (1979-2021)
Dit voetbruggetje werd in 1979 aangelegd om voor voetgangers een verbinding te maken tussen de kantoorwijk rondom de Paasheuvelweg, Amstel III en Metrostation Holendrecht. Architect Dirk Sterenberg van de Dienst der Publieke Werken ontwierp voor deze plek aan het einde van de Pietersbergweg een betonnen brug. Deze bestond uit een overspanning over gras en water. Die overspanning was circa 20 meter lang en 2,3 meter breed en werd in het midden gedragen door twee brugpijlers waarop een juk annex houder was geplaatst, die overging in de balusters. De balusters waren kubistisch van karakter. De balustrades tussen de balusters waren van metaal. Het gehele bouwwerk werd uitgevoerd in grijs. Deze brug deed ruim veertig jaar dienst.

## Tweede versie
Door herontwikkeling van de genoemde buurt (van kantoorwijk naar stadswijk) en de aanleg van Spoorpark Zuid, vond Amsterdam-Zuidoost dat een betere verbinding noodzakelijk was, in ieder geval voor fietsers. De voetgangersbrug sloot immers aan op het voetpad, en moest nu aansluiten op de weg. De schepping van Sterenberg was te smal voor toevoeging van een fietspad. Na inschrijving mocht ipv Delft een ontwerp maken voor een nieuwe brug; ze moest echter wel een brug ontwerpen die aansloot op andere bruggen (de zogenaamde Bijlmer Beauties) in de omgeving. In de zomer van 2021 werd gebouwd aan een brug met strippenhekwerken (aldus ipv Delft). De afstand tussen de strippen neemt vanaf het midden van de brug af. Ipv Delft moest ook rekening houden met het gras maaien in de buurt van de brug. De overspanning van een enigszins bol rijdek (vanwege afwatering en minder aanslag) bestaat uit een composieten plaat zonder pijlers. Deze brug meet 17,75 bij 5,75 meter.
Volgens de site van de bouwer blijft een deel van de oude brug in haar vorm bestaan om elders geplaatst te worden.

## You'll never walk alone
Gedurende de vervanging van de brug werden rondom het bouwterrein hekwerken geplaatst, die voorzien werden van een interactief kunstwerk. Het ontwerp kwam van Munir de Vries, waarbij een aantal hardlopers is afgebeeld. De brug leidt immers naar een sportveld met de naam Spoorpark Zuid. Daarbij werd gevraagd via een app stop-motionbeelden te plaatsen, waarbij jezelf onderdeel van de stoet wordt. Het project maakt deel uit van Hekkenthon, kunst om bouwhekken rond bouwplaatsen een fleuriger uiterlijk te geven.

## Afbeeldingen

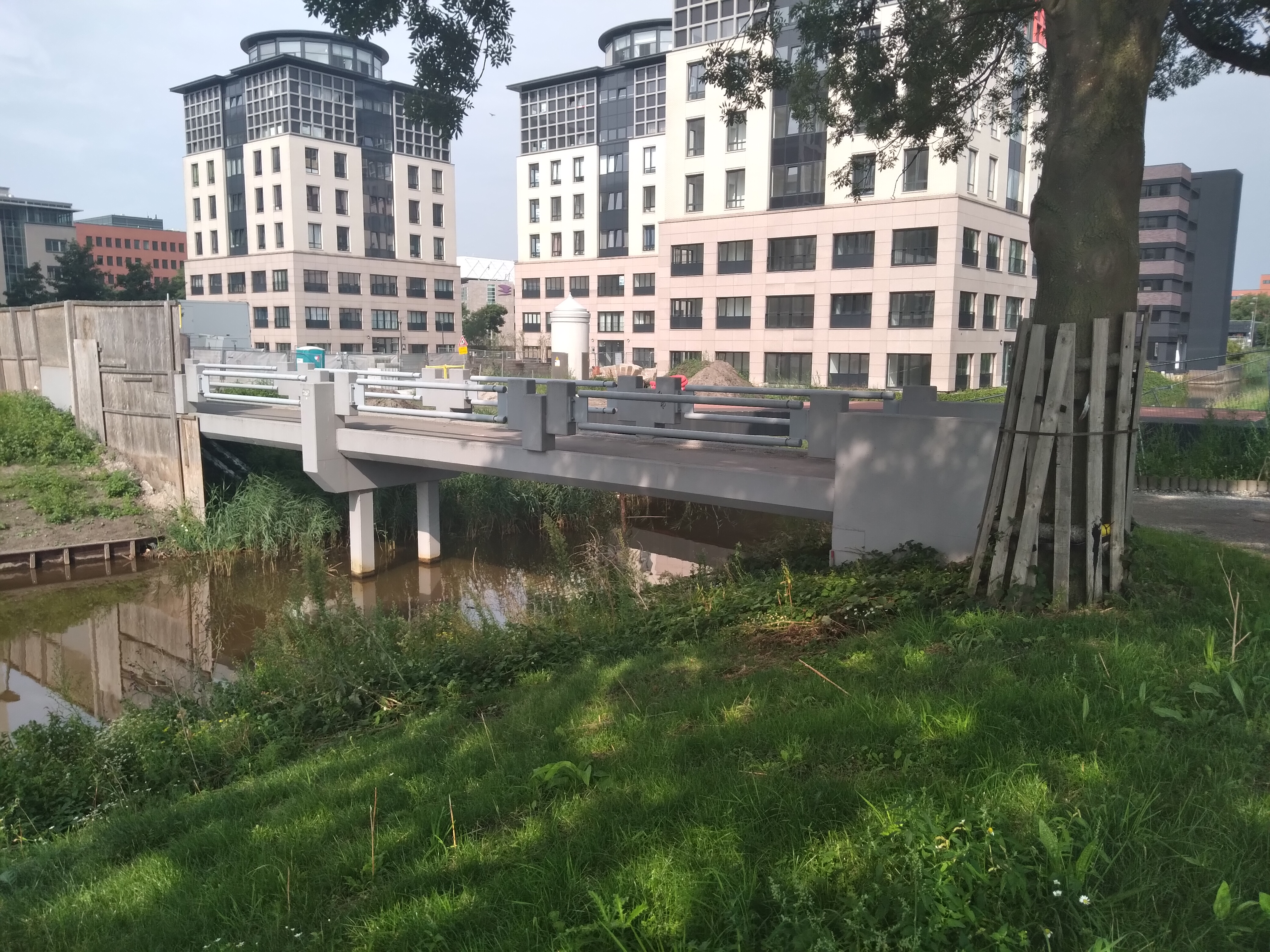
Zijaanzicht van brug 875 van Dirk Sterenberg (augustus 2021)
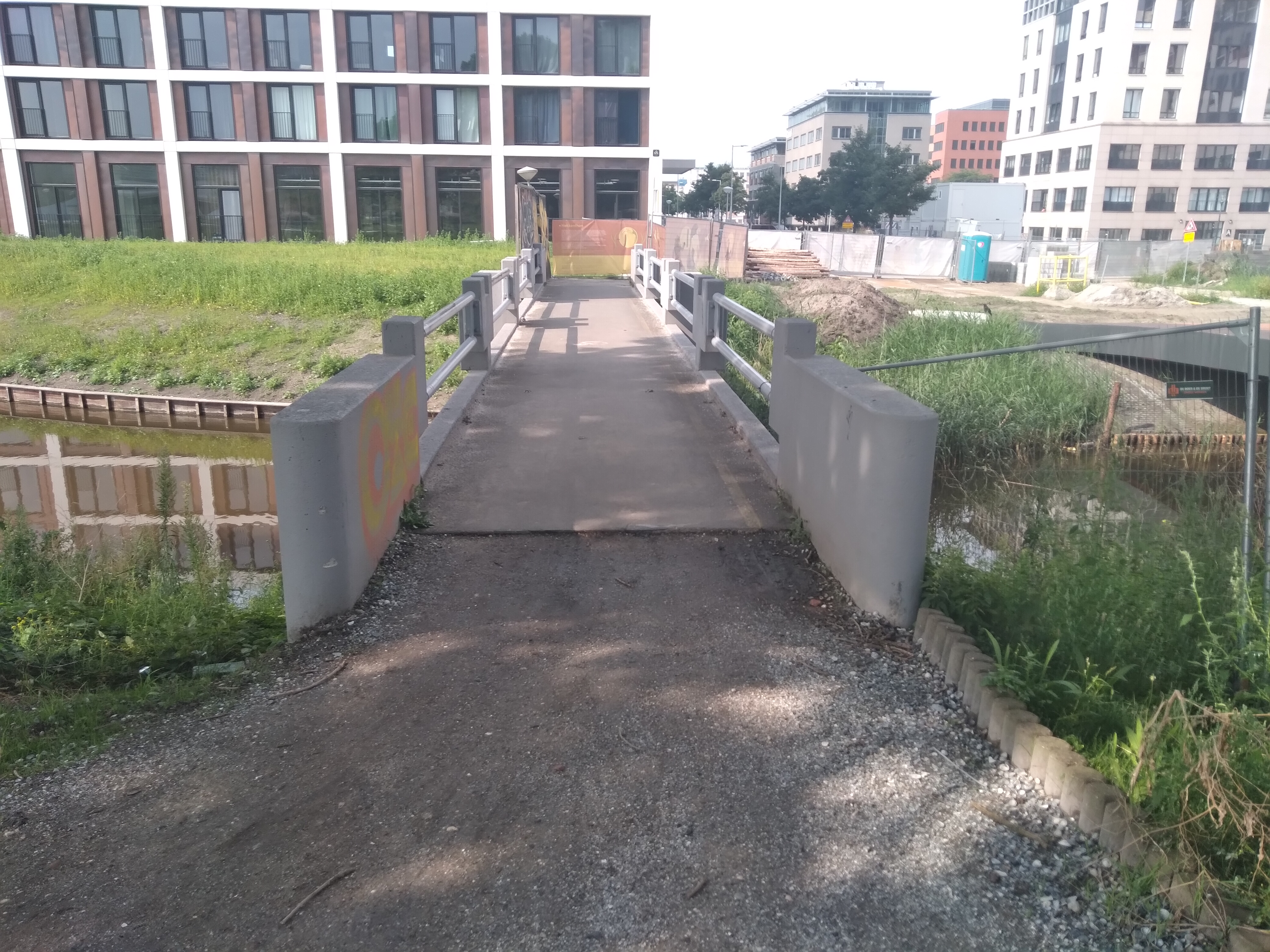
Overzicht over brug 875 van Dirk Sterenberg (augustus 2021)
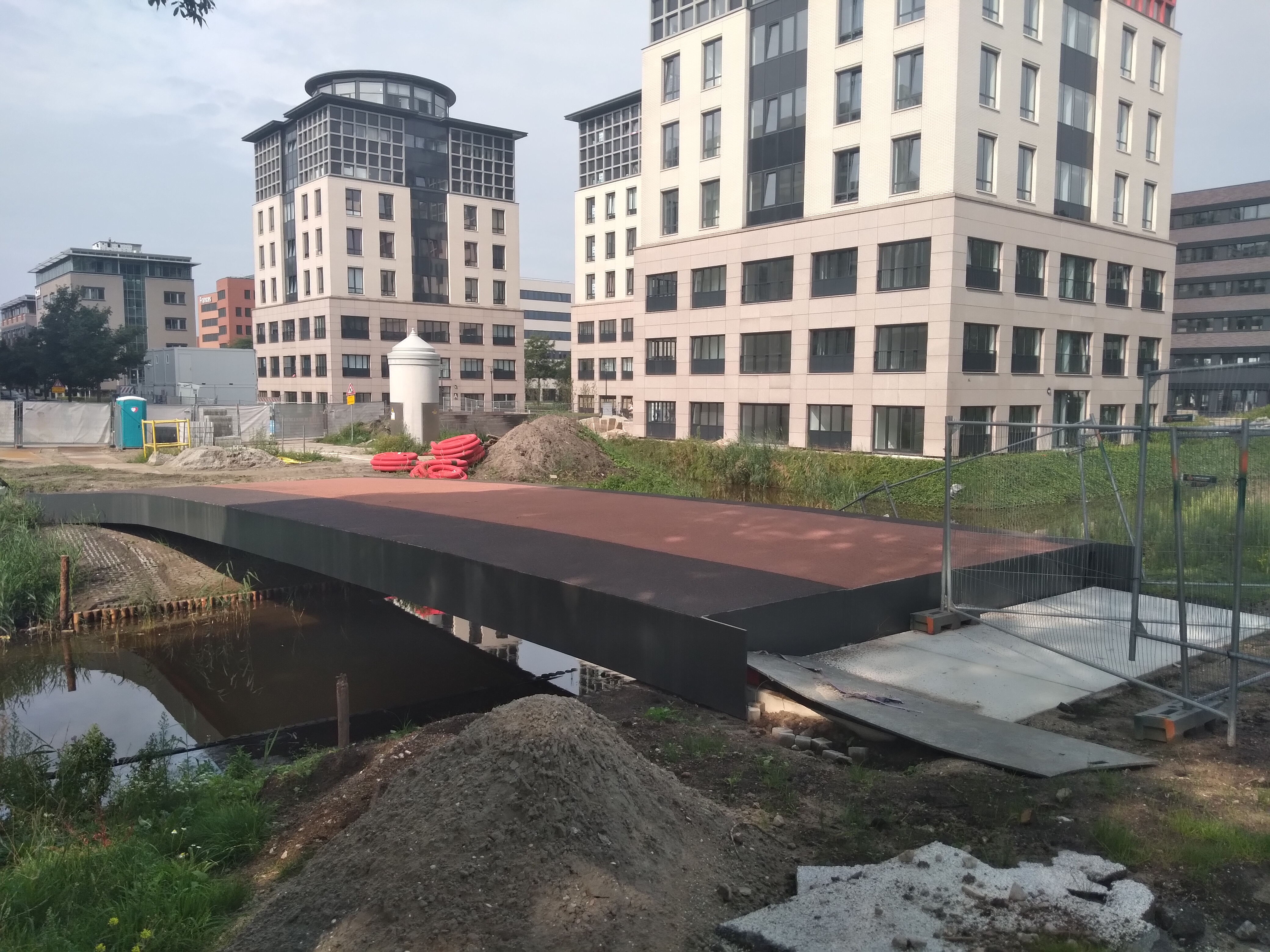
Brug 875 in opbouw (21 augustus 2021)
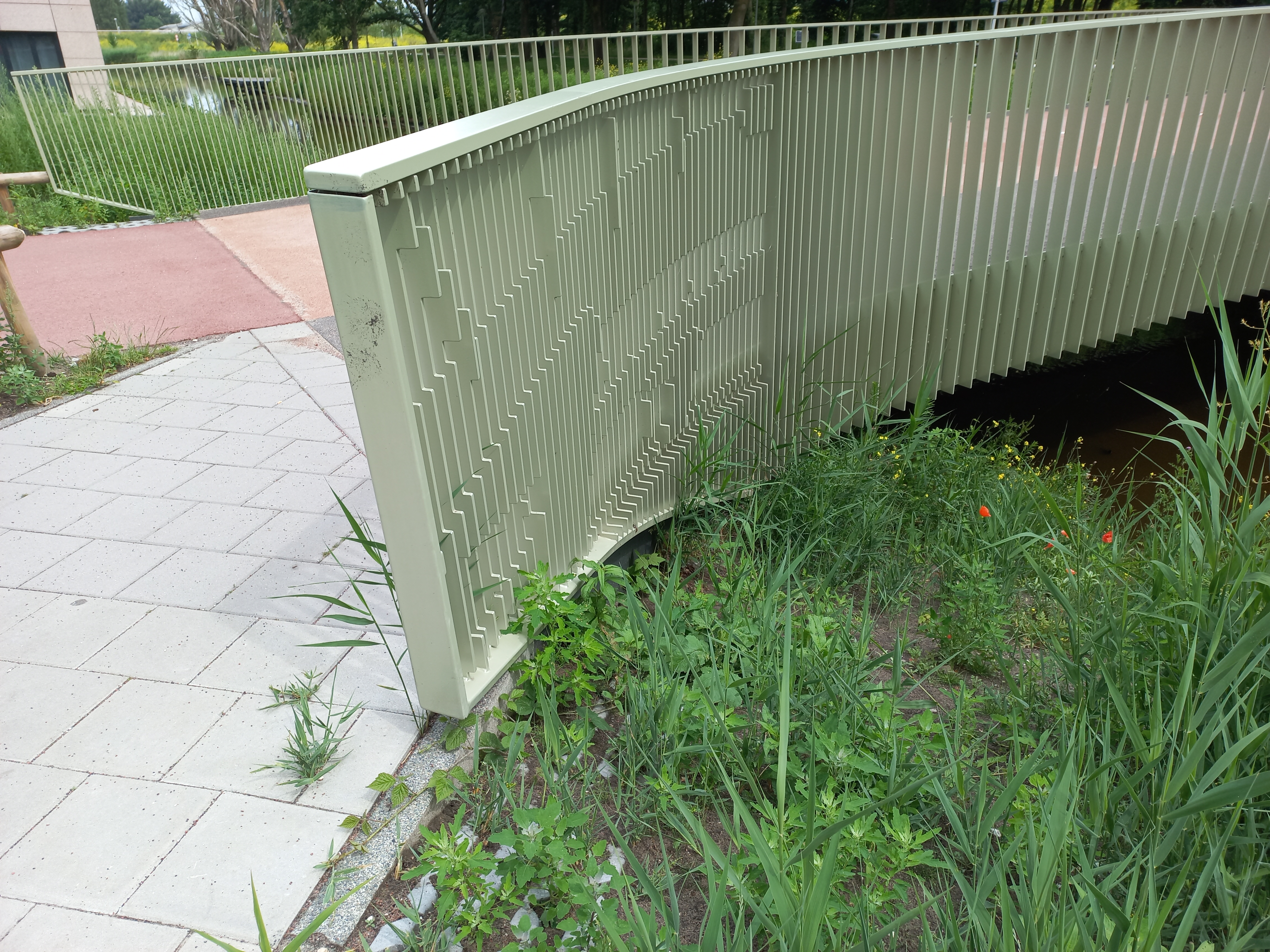
Tekening in brug 875 (juni 2022)
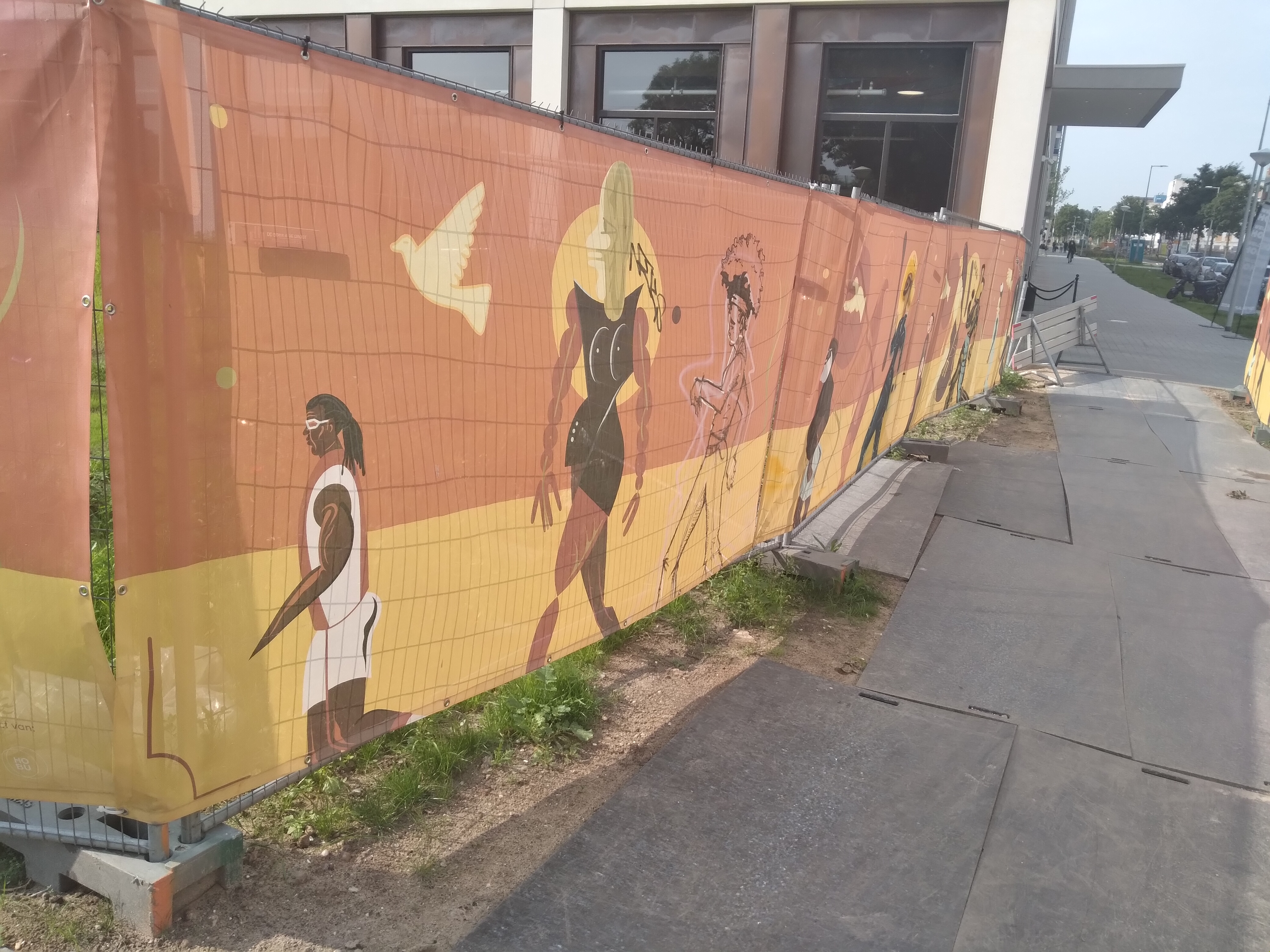
Versiering bouwhekken (augustus 2021)

<<< · 801 · 802 · 803 · 804 · 805 · 808 · 811 · 812 · 813 · 814 · 815 · 816 · 817 · 818 · 819 · 820 · 821 · 822 · 823 · 824 · 825 · 826 · 827 · 828 · 829 · 830 · 831 · 832 · 833 · 834 · 835 · 836 · 837 · 838 · 839 · 840 · 841 · 842 · 844 · 845 · 846 · 848 · 849 · 850 ·  854 · 856 · 857 · 858 · 859 · 860 · 863 · 864 · 865 · 866 · 867 · 868 · 869 · 870 · 871 · 872 · 873 · 875 · 876 · 877 · 889 · 890 · 891 · 892 · 893 · 895 · 896 · 897 · 898 · 899 · >>>
Brugnummers 800, 806, 807, 809, 810, 843 (gesloopt, Uilenstede, Amstelveen), 847 (Uilenstede, Amstelveen) , 851 (gesloopt, Dirk Sterenberg), 852 (gesloopt, Dirk Sterenberg), 853 (gesloopt, Dirk Sterenberg), 855, 861, 862, 874, 878, 879, 880, 881, 882, 883, 884, 885, 886, 887, 888, 894 zijn niet (meer) vergeven.